# Liste von Dozenten der Popakademie Baden-Württemberg
Die Liste von Dozenten der Popakademie Baden-Württemberg enthält bekannte und bedeutende Personen, die im künstlerischen Fachbereich an der Popakademie Baden-Württemberg gelehrt haben bzw. derzeit lehren.
Zu den knapp 150 Dozenten der Popakademie zählen  Persönlichkeiten aus der künstlerischen und musikwirtschaftlichen Praxis.

## Dozenten
(Liste unvollständig, Stand nach aktuellem Verzeichnis der Popakademie)
Fachbereich Populäre Musik
- Masen Abou-Dakn (Songtexten, Songdramaturgie, Textanalyse, Entwicklung Künstlerprofil)
- Florian Alexandru-Zorn (Schlagzeug)
- Andrés Hernández Alba (Transkulturelle Musikpädagogik)
- Danijela Albrecht
- Taner Akyol (Bağlama)
- Ali N. Askin (Filmmusik)
- Daniel Bätge (E-Bass)
- Steve Blame (Geschichte der populären Musik)
- Markus Born (Producing, Studio)
- Fadhel Boubaker (Oud)
- Murat Coşkun (Percussion)
- Oliver Curdt (Recording & Livetechnik)
- Udo Dahmen, ehemaliger Künstlerischer Direktor & Geschäftsführer
- Hindol Deb (Sitar, Musiktheorie)
- Tom Deininger (Songwriting)
- Kemal Dinç (Bağlama)
- Urban Elsässer (Persönlichkeitsentwicklung in kreativen Berufen, Kreativitätstechniken, Selbstmanagement)
- Dieter Falk (Gastdozent)
- Michael Fromm (Vermittlung populärer Musik)
- Felix Gauder (Producing, Sound)
- Mel Gaynor (Gastdozent)
- Robert Glasper (Gastdozent)
- Dirk Görtler (Popkultur – ihre Geschichte, ihre Experimente, ihre Strategien)
- Benny Greb (Schlagzeug)
- Konstantin Gropper (Songwriting)
- Ralf Gustke (Gastdozent)
- Bettina Habekost (Performance)
- Firas Hassan (Percussion, Bandcoaching)
- Ken Hensley (Gastdozent)
- Claus Heßler (Gastdozent)
- Chris Hülsbeck (Gastdozent)
- Frank Itt, Departement Chief Bass
- Daniel Jakobi (Bodypercussion, rhythmische Gehörbildung)
- Karin Kelka (Vermittlung populärer Musik)
- Rose Ann Dimalanta Kirsch (Keyboard)
- Muhittin Kemal (Kanun (Zither))
- Marcus S. Kleiner (Populäre Musik und Medien, Medienkultur, Mediengeschichte)
- Dennis Kopacz (Producing, Sound, Performance)
- Michael Koschorreck (Gitarre, Bandcoaching)
- Derek von Krogh
- Michael Küttner (Gastdozent)
- Joannie Labelle (Percussion)
- Anke Lange (Gesang, Songwriting)
- Jörg Lange (SWR3 Musikredakteur/Dozent für Popmusikgeschichte)
- Mathias „Maze“ Leber, Departement Chief Keyboard
- Michelle Leonard (International Songwriter Week/International Summer Camp)
- Lindsay Lewis (Vocals)
- Thomas Lui Ludwig (Drums)
- Joshua Lutz
- Samir Mansour (Oud)
- Jojo Mayer (Gastdozent)
- Alex Mayr (Gesang, Songwriting)
- Andreas Margara (Popmusikgeschichte / Geschichte des Hip-Hop)
- Annette Marquard, Studiengangsleitung Popular Music M.A.
- Jonas Mengler (Producing, Sound)
- Gagey Mrozeck (Gitarrist, Producer, Songwriter, Bandcoaching)
- Nicholas Müller (Gesang, Songwriting)
- Arno Müller (DJ, Producing, Studio)
- Jost Nickel (Schlagzeug)
- Anika Nilles, Department Chief Drums
- Chris Oz (Producing, Studio)
- Alexander Paeffgen, Departement Chief Composing/Songwriting
- Oliver Poschmann (Bass)
- Raul Rekow (Gastdozent)
- Henning Rümenapp (Gastdozent)
- Cymin Samawatie
- Christoph Sauer (Musiktheorie und Harmonielehre)
- Petra Scheeser (Songwriting, Gesang)
- Tom Schenk (Producing)
- Johannes Schmeikal-Styppa (Producing Basics)
- Axel Schwarz  (Keyboards, Bandcoaching, Studio)
- Pape Samory Seck (Westafrikanische Percussion)
- Peter Seiler (GEMA, GVL)
- Jonathan Sell (Weltmusik, Kompositionsformen)
- Erdem Şimşek (Bağlama)
- Florian Sitzmann, Departement Chief producing
- Smudo (Gastdozent)
- Johannes Stange (Weltmusik)
- T.M. Stevens (Gastdozent)
- Ernst Ströer
- Mousse T. (Gastdozent)
- Angie Taylor (Producing)
- Marcus Thiel (Producing, Studio)
- Yurdal Tokcan (Oud)
- Kenan Tülek (Bağlama)
- Ali Ungan (Transkulturelle Musikpädagogik)
- Mehmet Ungan (Oud)
- Midge Ure (Gastdozent)
- Heiko Wandler, ehemaliger Studiengangsleiter Popular Music Masterstudiengang
- Carsten Wernicke (Theorie und Geschichte der Populären Musik)
- David-Emil Wickström, Studiengangsleiter Popmusikdesign B.A. und Weltmusik B.A.
- Peter Wölpl Departement Chief Guitar
- Jan Zehrfeld

Musik- und Kreativwirtschaft
- Alexander Endreß, Studiengangsleitung Musikbusiness B.A.
- Tim Renner (Innovationen der Musikwirtschaft)
- Sami Sokkar (Business and Communication Skills)
- Asterix Westphal (Musikrecht)
- Hanno Fierdag (Musikrecht)
- Frank Ströbele, Senior Vice President Cont. European Repertoire BMG Rights Management
- Frank Fenslau (Finanzmanagement, Existenzgründung)